# Дакук
Дакук (Таук) (араб. داقوق‎, азерб. Daquq) — город на севере Ирака, расположенный на территории мухафазы Киркук. Административный центр одноимённого округа.

## Географическое положение
Город находится в юго-восточной части мухафазы, в долине реки Таук (бассейн Тигра), на высоте 225 метров над уровнем моря.

Дакук расположен на расстоянии приблизительно 28 километров к югу от Киркука, административного центра провинции и на расстоянии 192 километров к северу от Багдада, столицы страны.

## Население
На 2012 год население города составляло 13 626 человек. В национальном составе преобладают туркоманы, в конфессиональном — мусульмане-шииты.